# Mattyasovszky Jenő
Mattyasovszky Jenő (1932 – 1984. szeptember 20.) magyar krimiíró és újságíró.

## Életpályája
Mattyasovszky Jenő fiatalon került a rendőrség állományába. Elvégezte a Korvin Ottó nyomozóiskolát, majd a Budapesti Rendőr-főkapitányságon lett nyomozó: elsősorban betörési ügyekkel foglalkozott.
Az 1960-as években a Magyar Rendőr hetilap szerkesztőségében volt újságíró. Igen jól ismerte a rendőri és a kémelhárítói munkát. Korai nyugdíjazásakor kezdett regényírásba. 1967-ben a Határőrök Kiskönyvtára sorozatban jelent meg az első Hód-regény, a Hód bemutatkozik.
A későbbiekben rendszeresen jelentek meg az újabb epizódok és a régiek új kiadásai. Az író népszerűsége évről évre növekedett, regényei százezres példányszámban fogytak. Több Hód-regény szlovák nyelven is megjelent. 1984-ig, hirtelen haláláig közel kétmillió Hód-könyvet vásároltak az olvasók.

## Emlékezete
Sírja, amely születési évszámaként 1932-t tüntet fel, Budapesten található.

## Művei
- Hód bemutatkozik (bűnügyi regény, Kossuth Kiadó, 1967)[5]
- A Hód küldetése (bűnügyi regény, 1968) (Későbbi kiadásban: Hód küldetése)
- Hód és a három király (regény, 1969) (Későbbi kiadásban: Hód és a háromkirályok)
- Hód és a ZX-7 (kémregény, 1971)
- Hód jelentkezik... (kémregény, 1972)
- Hód csapdája (bűnügyi regény, 1973)
- A Hód titkos feladata (regény, 1974) (Későbbi kiadásban: Hód titkos feladata)
- Nyilvános tárgyalás (elbeszélések, 1974)
- Hód és a manézs titka (regény, 1975)
- Hód és az elárult ügynök (bűnügyi regény, 1976)

### A Hód-könyvek listája
- 1. Hód bemutatkozik  [1967]
- 2. Hód küldetése  [1968]
- 3. Hód és a háromkirályok  [1969]
- 4. Hód és a ZX-7  [1971]
- 5. Hód jelentkezik  [1972]
- 6. Hód csapdája  [1973]
- 7. Hód titkos feladata  [1974]
- 8. Hód és a manézs titka  [1975]
- 9. Hód és az elárult ügynök  [1976]
- 10. Hód és a fekete bárány  [1980]
- 11. Hód és a néma tanú  [1982] (PDF-változat)
- 12. Hód zsákutcában  [1982]
- 13. Hód és a fura ötlet (Hód és a nyugati kapcsolat)  [1983]
- 14. Hód és a lisszaboni futár (Hód akcióban)  [1984]
- 15. Hód visszaüt (Hód játszmája)  [1985]
- 16. Hód és a megsemmisült nyom  [1985]
- 17. Hód és a lábon járó őrület  [1986]
- 18. Hód fogságban, avagy egy szőke hölgy zokogni kezd  [1987]
- 19. Hód és a picike ember, avagy szeretnek táncolni a lányok  [1988]
- 20. Hód és a szerelem hóhérai  [1988]
- 21. Hód és a rémült kísértet  [1989]
- 22. Hód és a szoknyák titka  [1989]
- 23. Hód és a szerelem órái  [1991] (Cselekménye miatt mindenképpen megelőzi a Hód és fején kalap c. regényt)
- 24. Hód és fején kalap  [1990][6]
- 25. Hód és a szerencse ördöge  [1990]
- 26. Hód és a sátáni vigyor  [1991]
- 27. Hód és az elfuserált magánélet  [1991] (PDF-változat)

- Hód és a túlvilági üzenet[7]

- Más címeken megjelent Hód könyvek:

- - A B.112-es ügynök  [1969] címmel megjelent könyv tartalma:  Hód bemutatkozik + Hód küldetése
  - Hód nem alkuszik  [1979] címmel megjelent könyv tartalma:  Hód és a háromkirályok + Hód csapdája
  - Hód és a sárga dosszié titka  [1983] címmel megjelent könyv tartalma:  Hód jelentkezik + Hód titkos feladata